# Pholiota
Genre
Pholiota est un genre de champignons basidiomycètes de la famille des Strophariaceae. La plupart des espèces sont appelées « pholiotes » en français, bien que ce terme s'applique aussi à d'autres champignons. Elles poussent en touffe, la cuticule est écailleuse ou gluante.

## Taxonomie
Le terme "pholiote" est tiré du grec φολίς (pholis) signifiant « écaille ».
On appelle aussi communément « pholiotes » des champignons lignicoles jadis classifiés parmi les Pholiota et ayant aujourd'hui rejoint d'autres genres :
- la Pholiote changeante ⇒ Kuehneromyces mutabilis.
- la Pholiote du peuplier ⇒ Agrocybe parasitica ou Agrocybe aegerita ou Hemipholiota populnea.
- la Pholiote remarquable ⇒ Gymnopilus spectabilis.

## Caractéristiques
De petits à grande sporophores saprophytes se développent souvent connés, cespiteux ou fasciculés sur des souches en décomposition.
La cuticule est colorée de jaune, brun à vert olive, souvent écailleuse, elle peut également être visqueuse.
Le chapeau est courbe et long bord enroulé. Les lames sont jaunâtres, brun-olive à brunes.
La sporée est brune, rouille brune ou grise. Les spores, à parois lisses, sont relativement petits, elliptiques et en forme de haricot.

## Galerie

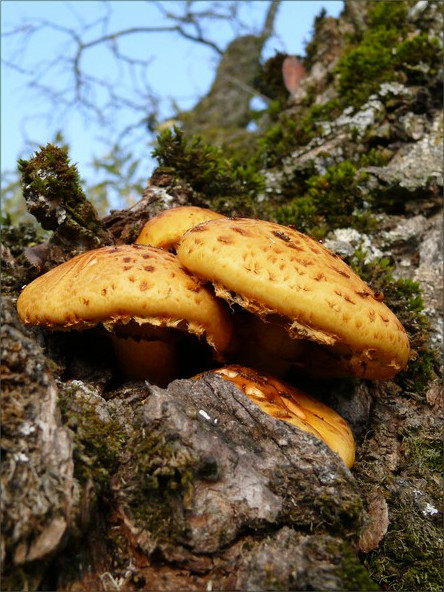
Pholiota adiposa
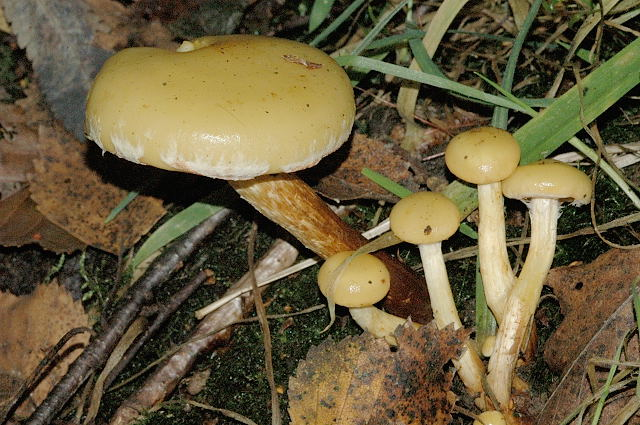
Pholiota alnicola
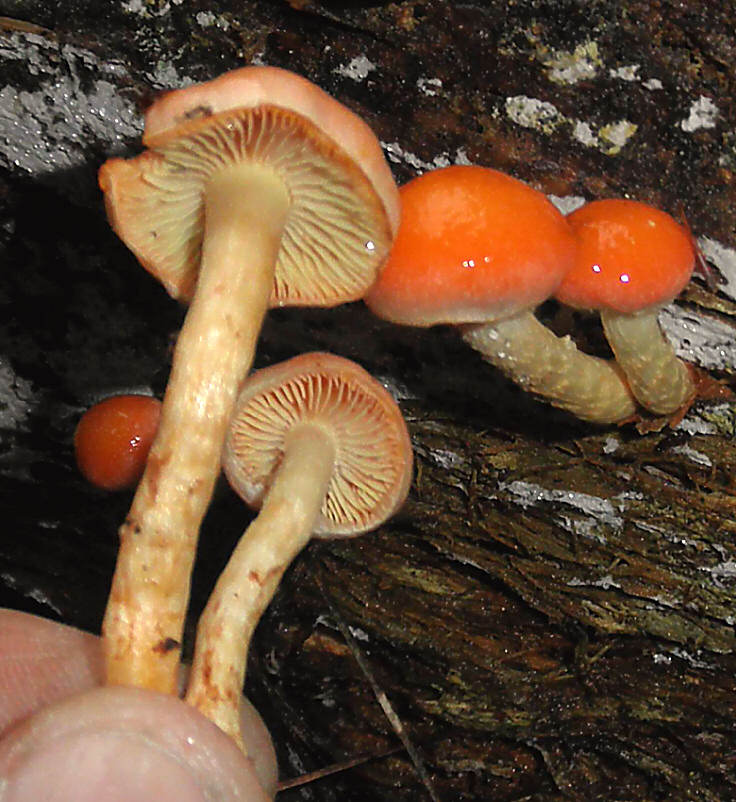
Pholiota astragalina
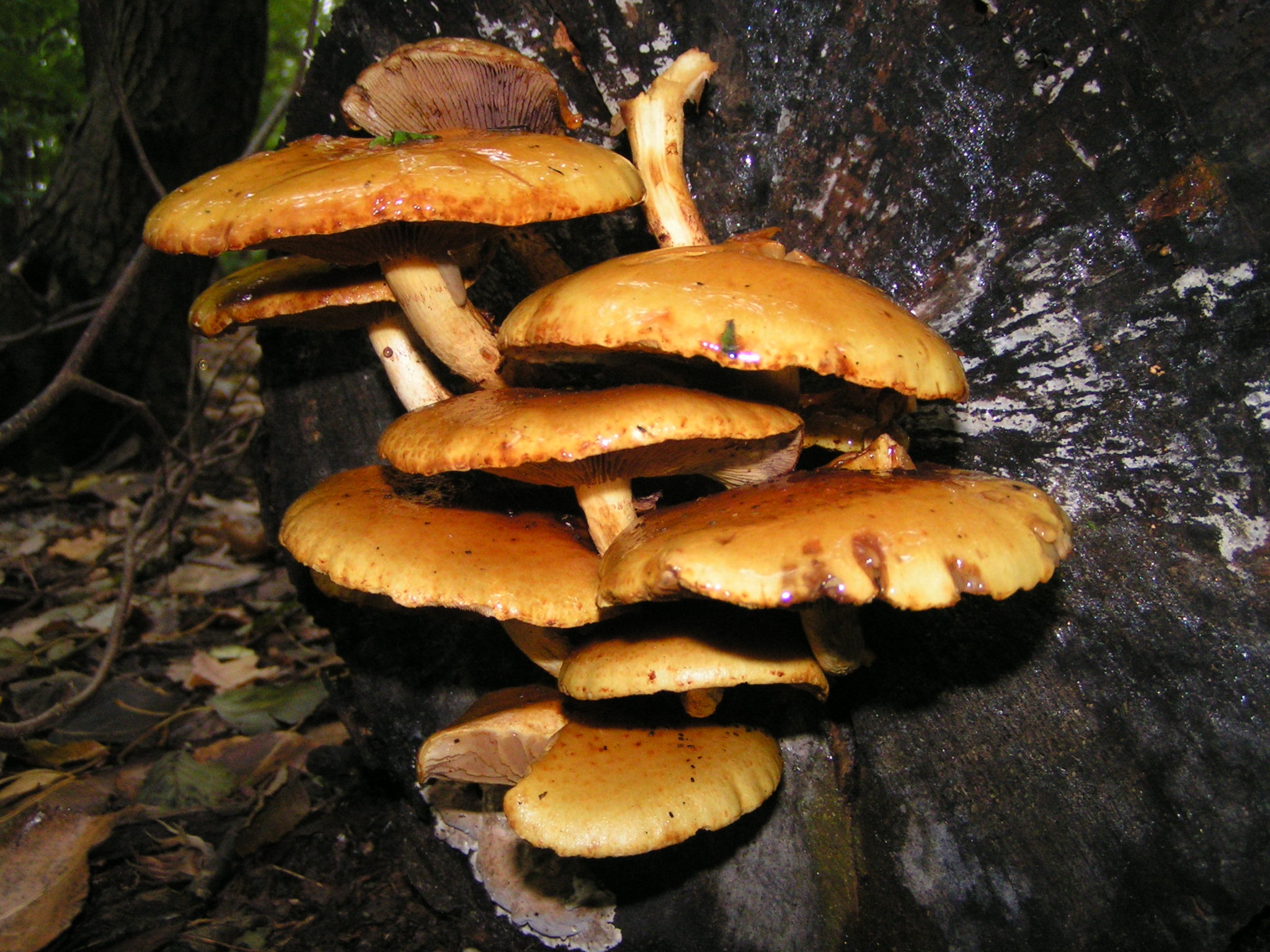
Pholiota aurivella
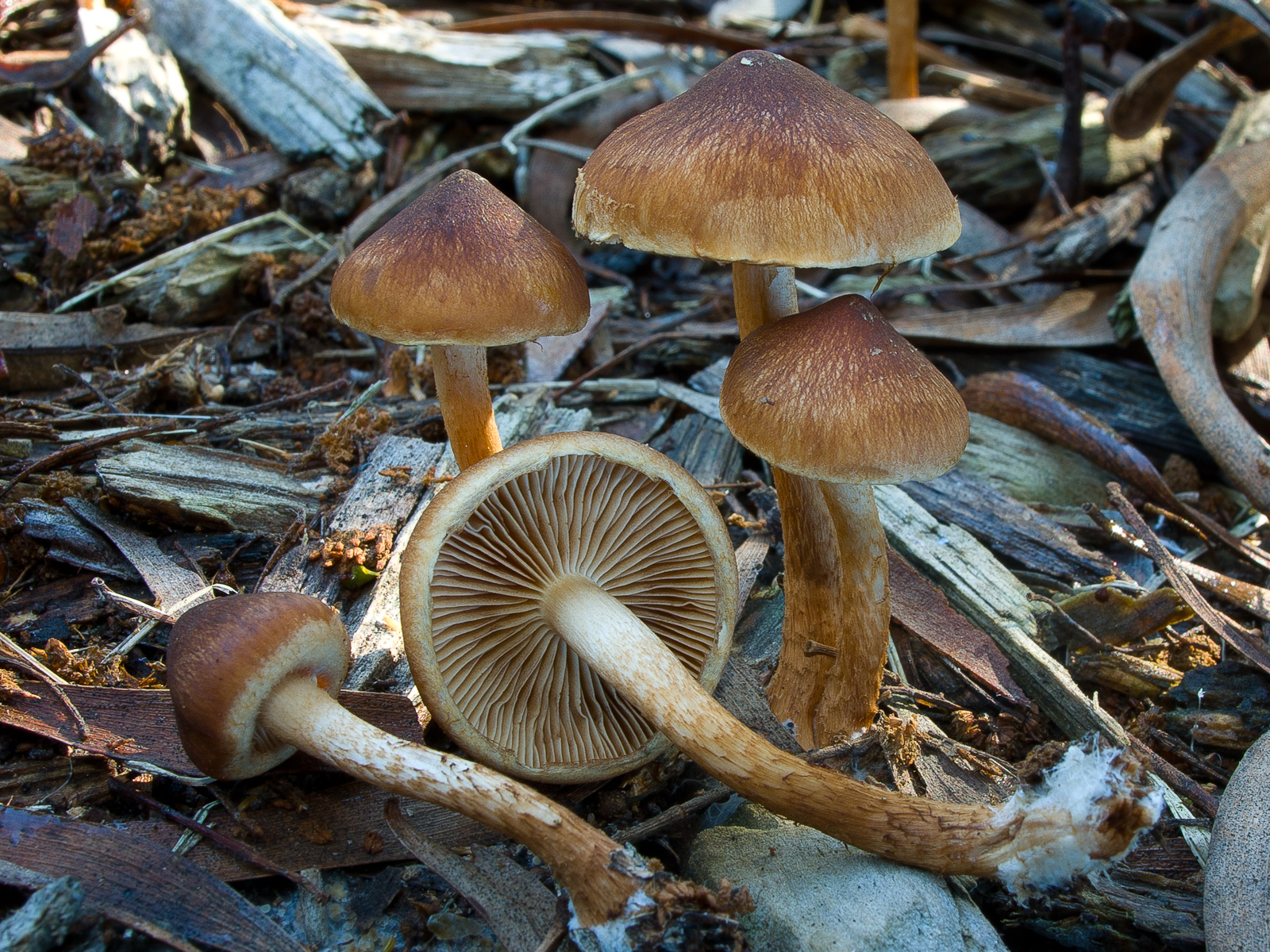
Pholiota communis
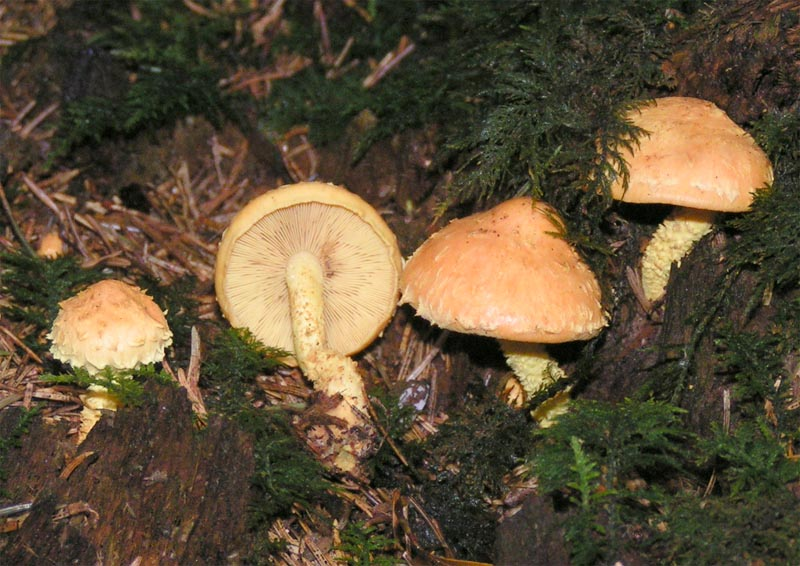
Pholiota flammans
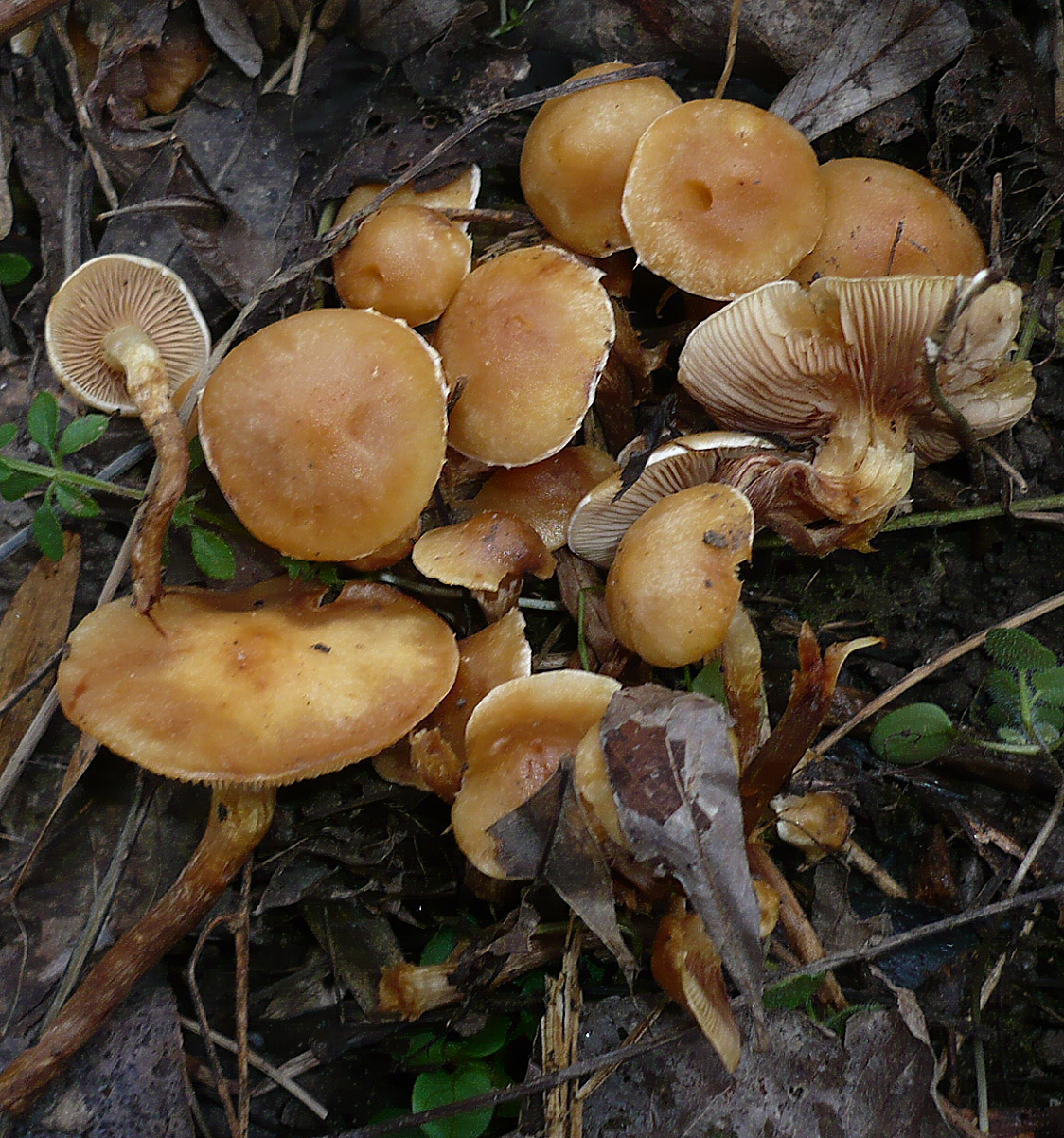
Pholiota graminis
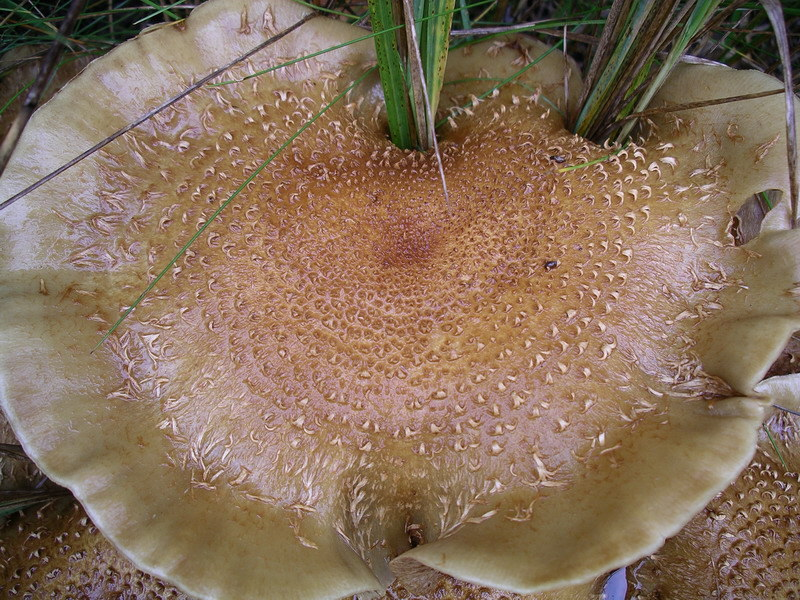
Pholiota gummosa
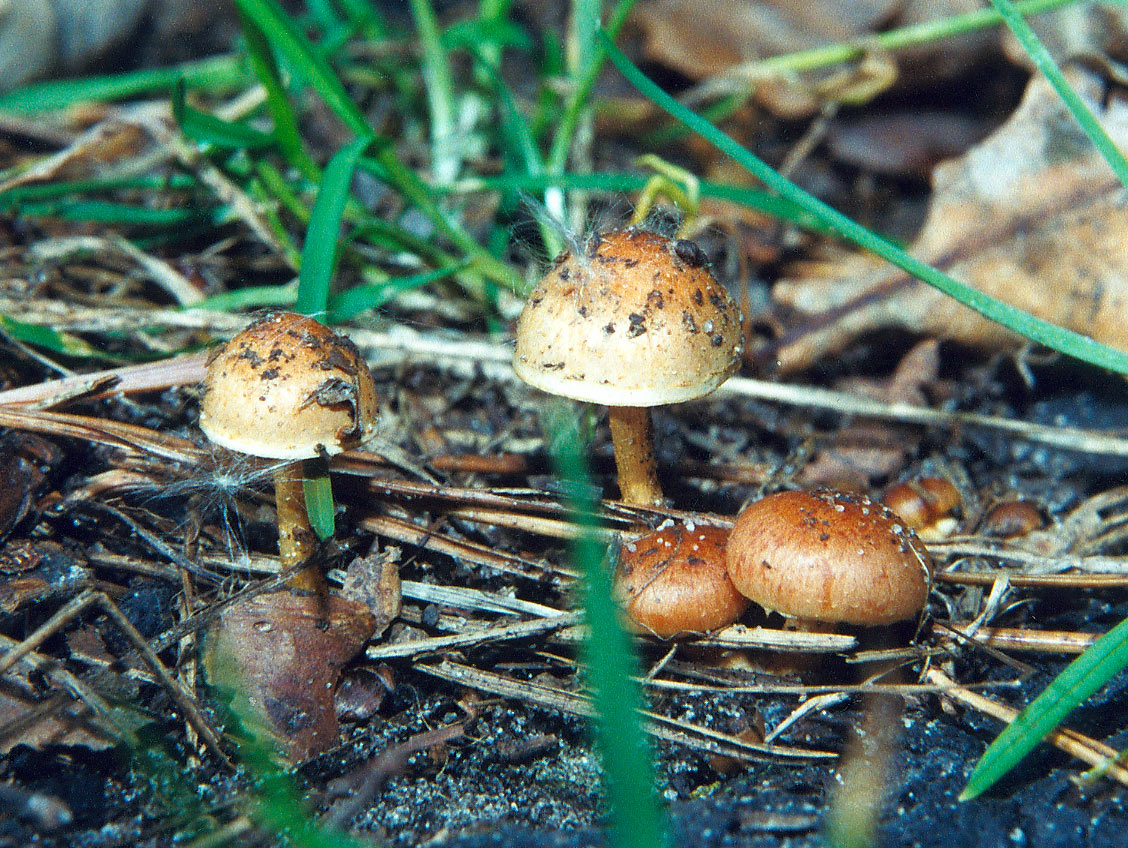
Pholiota highlandensis
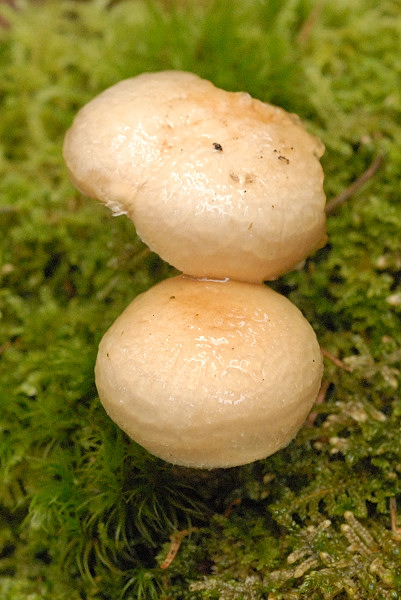
Pholiota lenta
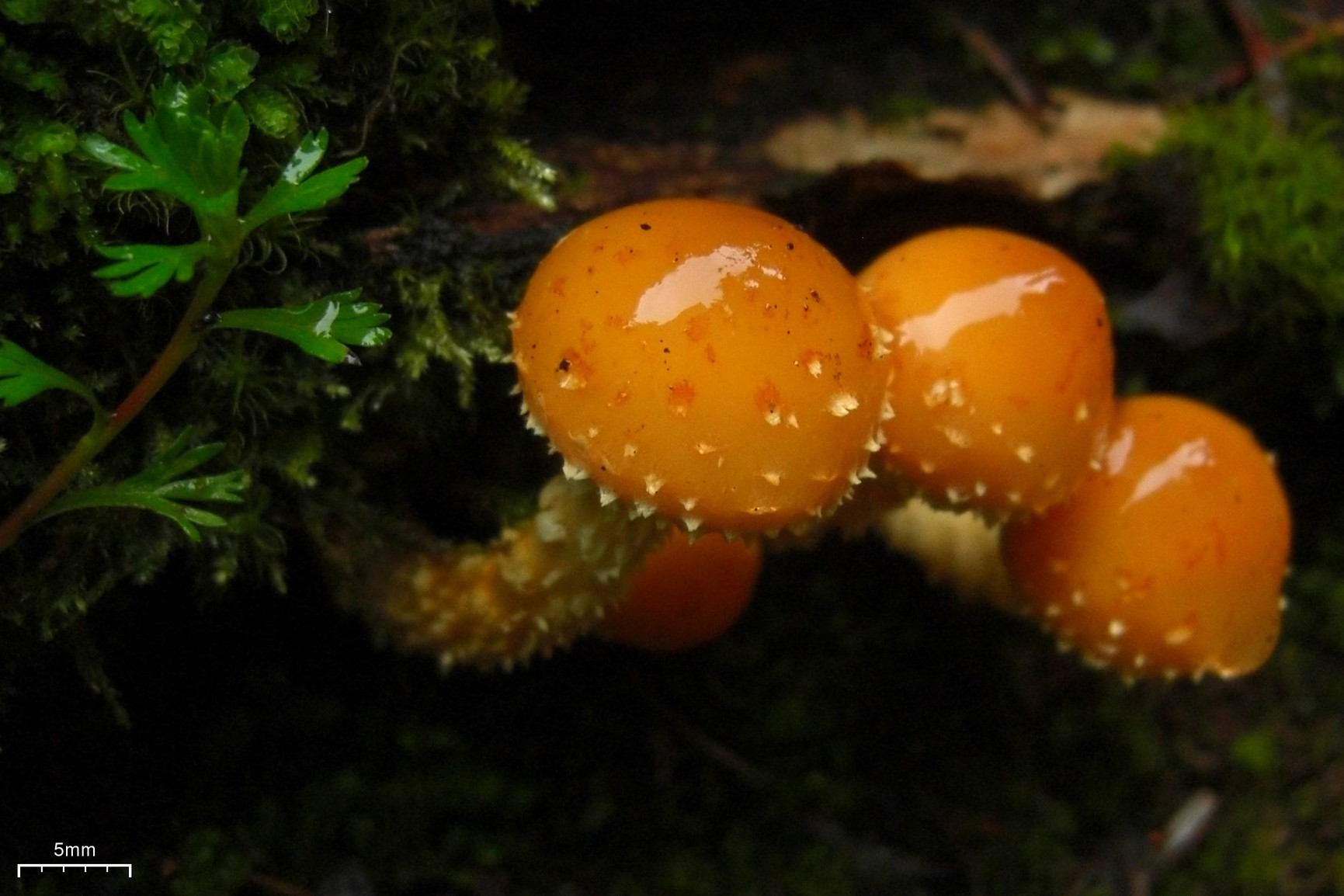
Pholiota limonella
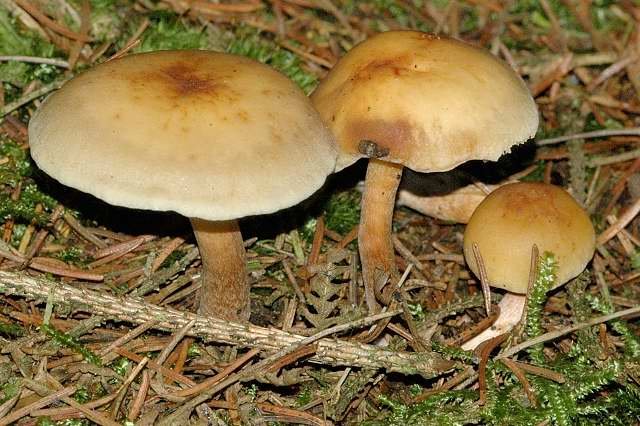
Pholiota lubrica
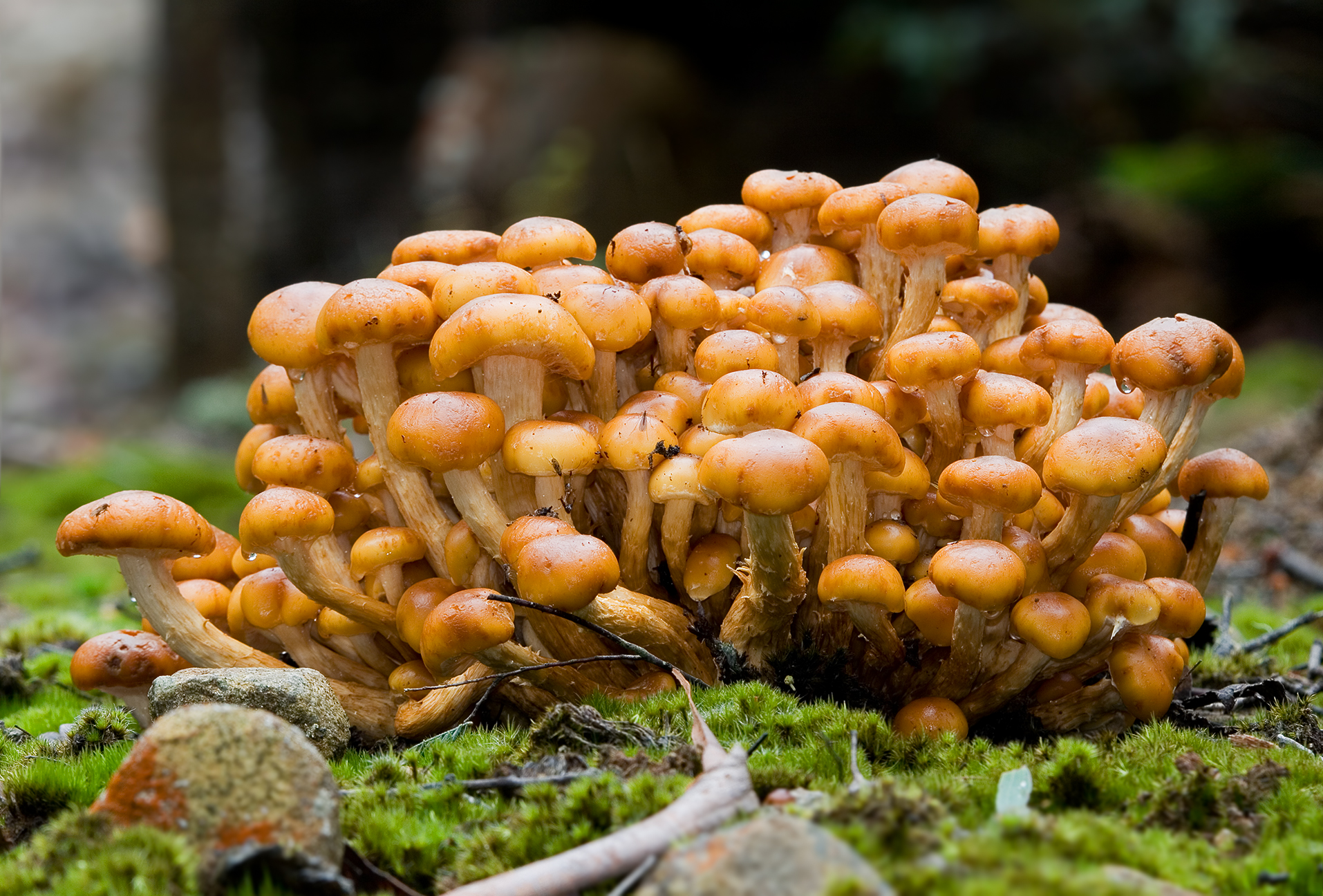
Pholiota malicola
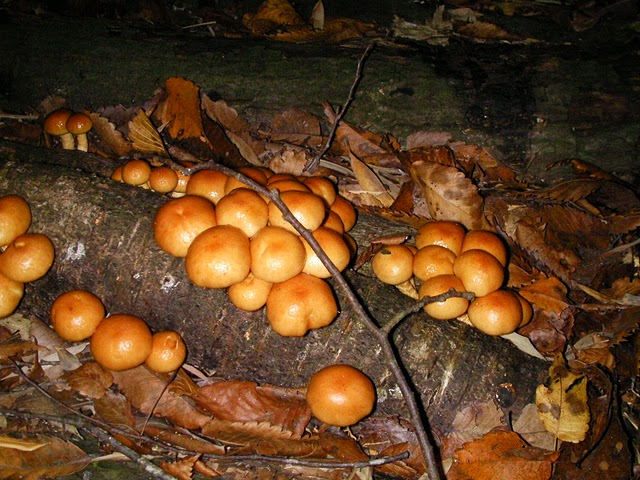
Pholiota nameko
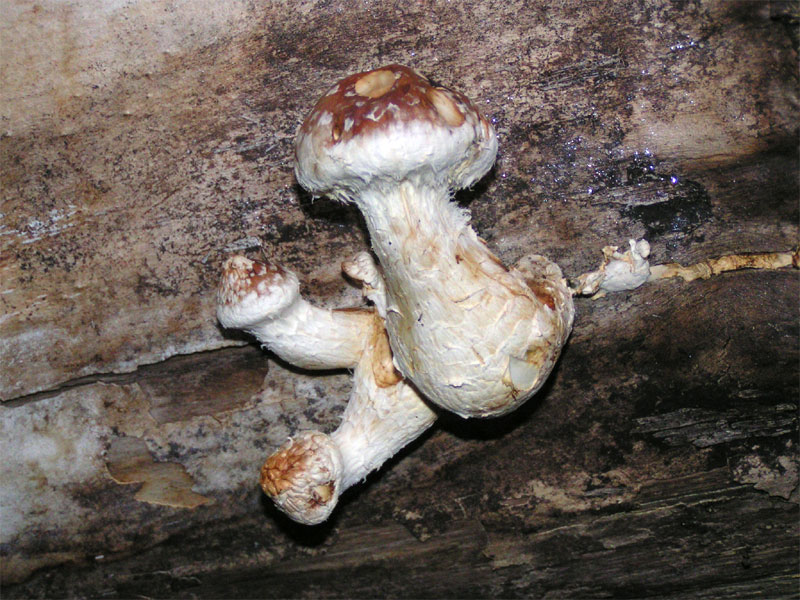
Pholiota populnea
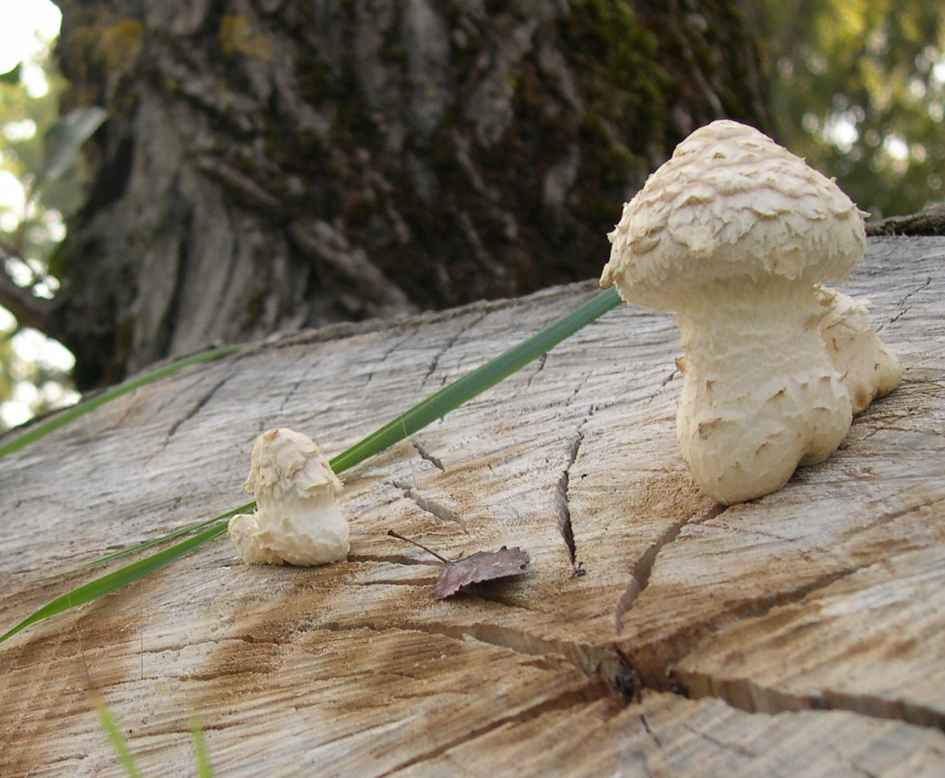
Pholiota populnea
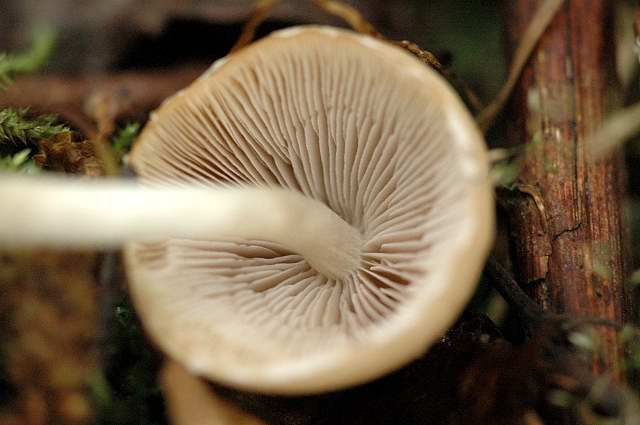
Pholiota scamba
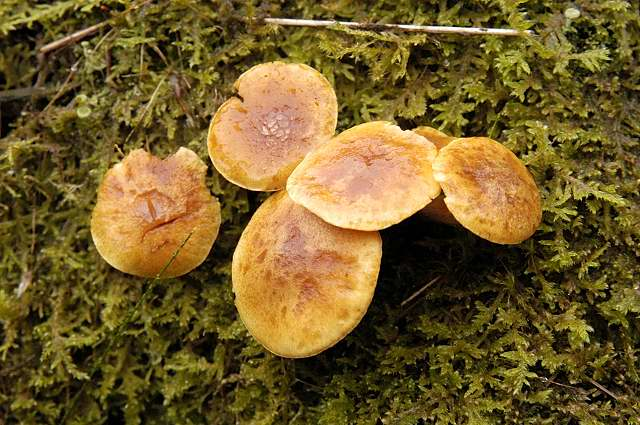
Pholiota spumosa
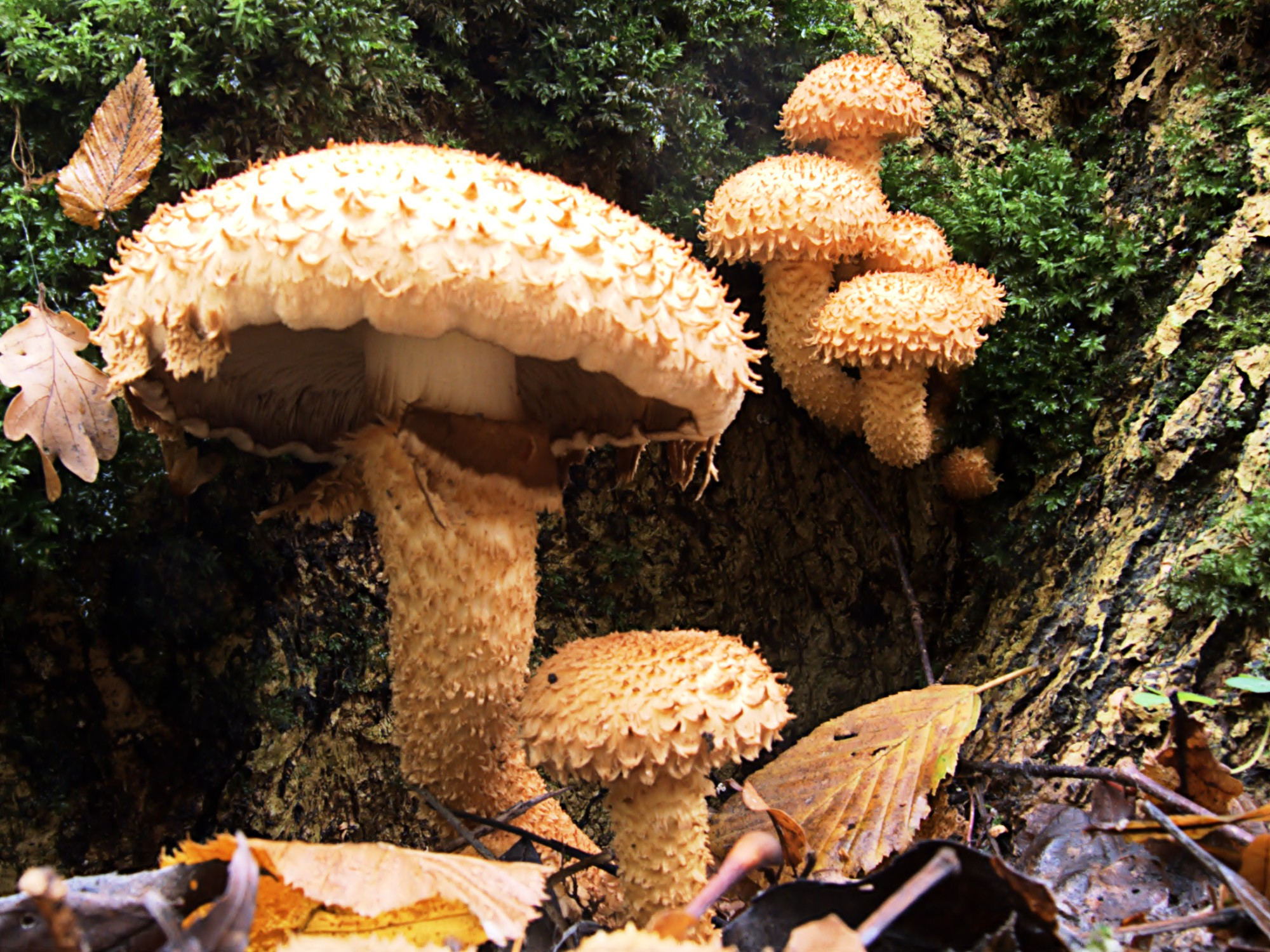
Pholiota squarrosa
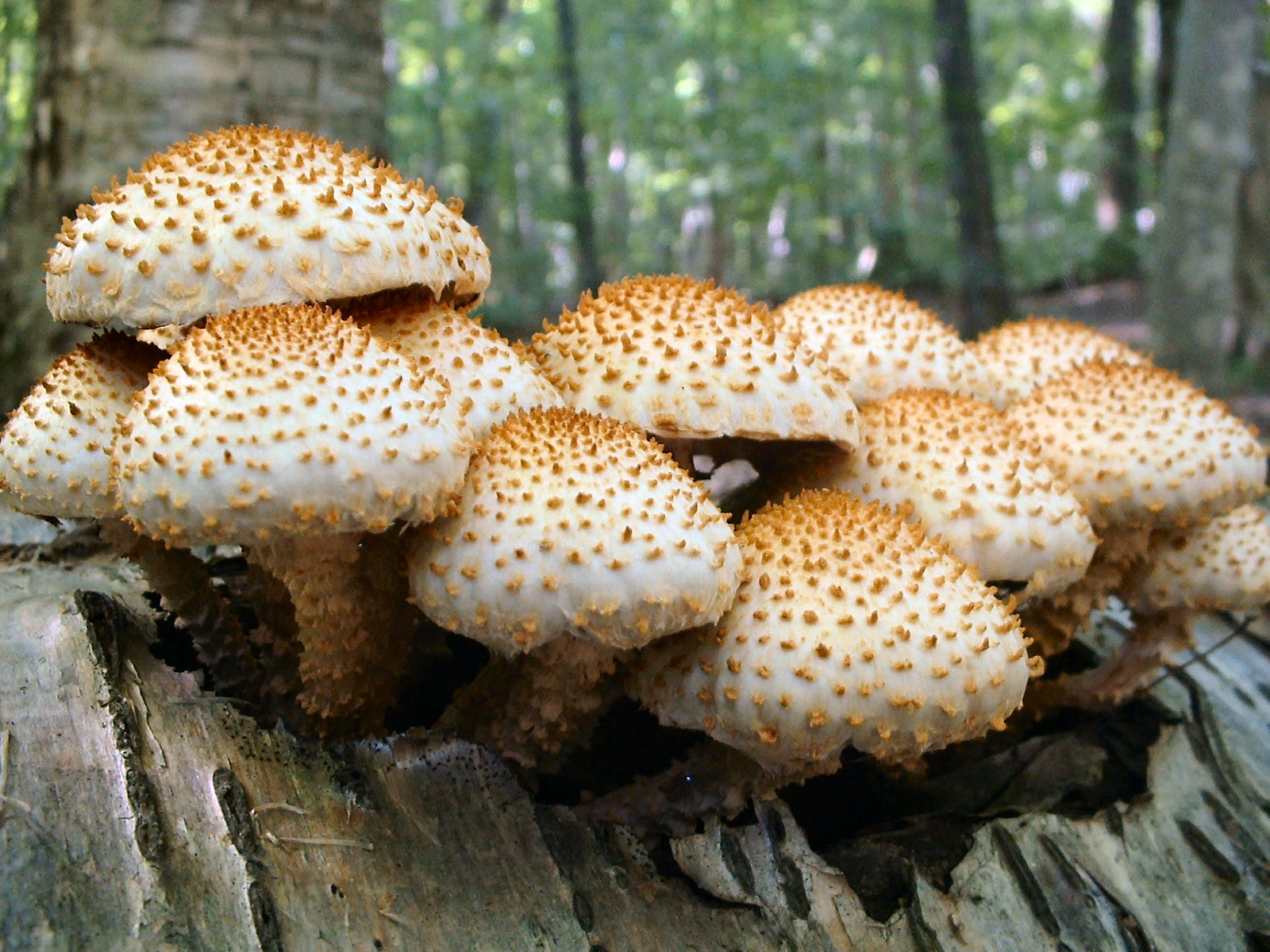
Pholiota squarrosoides
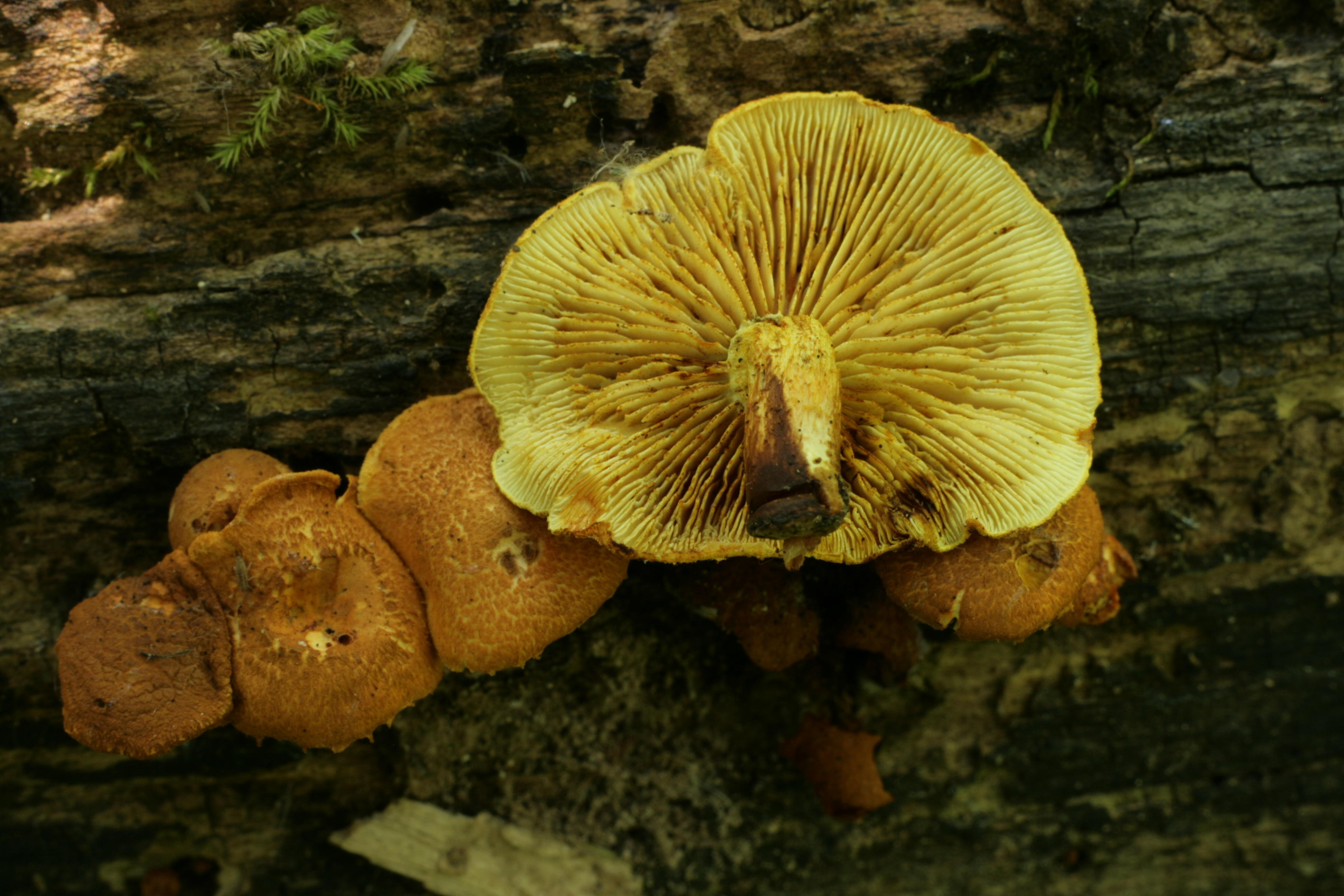
Pholiota tuberculosa
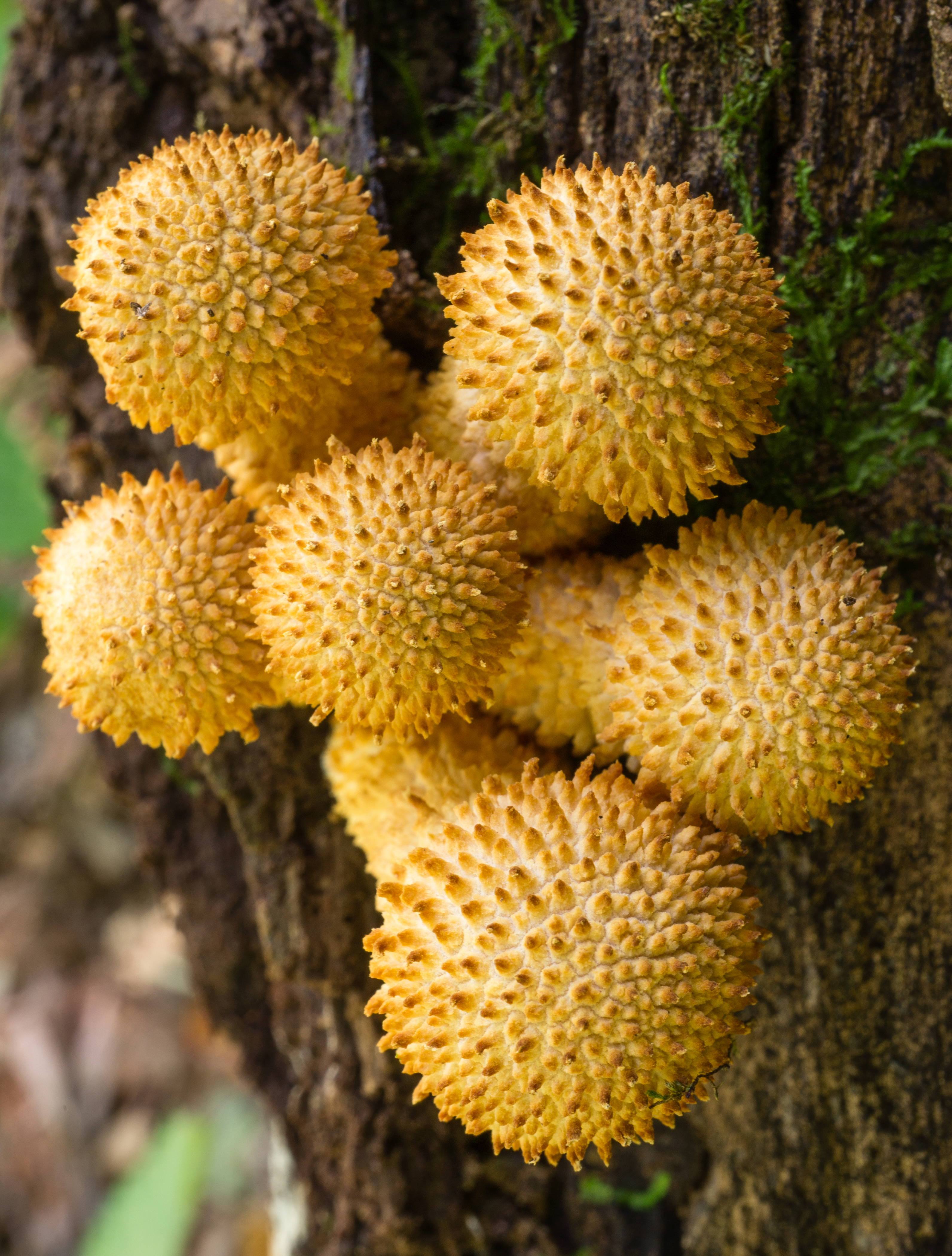
Pholiota squarrosoides dans le parc national de Shenandoah.

## Liste des espèces
L'espèce type est Pholiota squarrosa (Weigel) P. Kumm. (1871), les autres espèces du genre sont:
| - Pholiota aberrans A.H. Sm. & Hesler (1968) - Pholiota abieticola A.H. Sm. & Hesler (1968) - Pholiota abietis A.H. Sm. & Hesler (1968) - Pholiota abstrusa (Fr.) Singer (1951) - Pholiota acericola Peck - Pholiota aculeata Bres. & Roum. (1890) - Pholiota acutoconica A.H. Sm. & Hesler (1968) - Pholiota adiposa (Batsch) P. Kumm. (1871) - Pholiote grasse - Europe - Pholiota adirondackensis A.H. Sm. & Hesler (1968) - Pholiota aggericola Peck - Pholiota agglutinata A.H. Sm. & Hesler (1968) - Pholiota aggregata Beeli (1928) - Pholiota agrocybiformis Singer (1969) - Pholiota alabamensis (Murrill) A.H. Sm. & Hesler (1968) - Pholiota alachuana Murrill (1943) - Pholiota albocrenulata (Peck) Sacc. (1887) - Pholiota albo-olivasens A.H. Sm. & Hesler (1968) - Pholiota albovelata Murrill (1912) - Pholiota albovirescens A.H. Sm. & Hesler (1968) - Pholiota alexandrina Reichert (1921) - Pholiota allantopoda (Berk.) Sacc. (1887) - Pholiota alnea Singer (1952) - Pholiota alnicola(Fr. : Fr.) Singer 1951 - Pholiota alniphila (Zeller) Redhead (1984) - Flammule des aulnes - Europe - Pholiota alutispora Berk. - Pholiota angustifolia A.H. Sm. & Hesler (1968) - Pholiota angustipes Peck - Pholiota anomala Peck (1895) - Pholiota anomala (A.H. Sm.) Singer (1962) - Pholiota apiahyna Speg. (1919) - Pholiota apicrea(Fr.) Moser ex Singer 1967 - Europe - Pholiota appendiculata Peck (1904) - Pholiota arcuatifolia (Britzelm.) Sacc. - Pholiota arenariobulbosa (Cleland) Grgur. (1997) - Pholiota armeniaca A.H. Sm. & Hesler (1968) - Pholiota arragonis Rick (1930) - Pholiota aschersoniana Henn. & Ruhland - Pholiota ascophora (Peck) Singer (1969) - Pholiota astragalina (Fr.) Singer (1951) - Pholiota astragalina var. astragalina (Fr.) Singer (1951) - Pholiote astragale - Europe - Pholiota atripes A.H. Sm. & Hesler (1968) - Pholiota aurantiaca Thesleff (1920) - Pholiota aurantioalbida Singer (1969) - Pholiota aurantioferruginea (Britzelm.) Sacc. - Pholiota aurantioflava A.H. Sm. & Hesler (1968) - Pholiota aurea var. aurea (Matt.) Pers. (1801) - Pholiota aurivella (Batsch) Fr. (1871) - Pholiote adipeuse - Europe - Pholiota aurivelloides Overh. (1927) - Pholiota austrospumosa Hongo (1977) - Pholiota autumnalis Peck - Pholiota avellanea Murrill (1913) - Pholiota avellaneifolia A.H. Sm. & Hesler (1968) - Pholiota azyma (Fr.) M.M. Moser (1953) - Pholiota badia Petch (1922) - Pholiota baeosperma Singer (1953) - Pholiota bakerensis A.H. Sm. & Hesler (1968) - Pholiota bambusina K.A. Thomas & Manim. (2001) - Pholiota baptisiae A.H. Sm. & Hesler (1968) - Pholiota barrowsii A.H. Sm. & Hesler (1968) - Pholiota basilei Mattir. (1932) - Pholiota bicincta (Kalchbr.) McAlpine (1895) - Pholiota bicolor (Speg.) Singer (1951) - Pholiota bigelowii A.H. Sm. & Hesler (1968) - Pholiota blechni Singer (1965) - Pholiota brevipes Z.S. Bi (1989) - Pholiota bridgei A.H. Sm. & Hesler (1965) - Pholiota brigantii (Fr.) Sacc. (1887) - Pholiota brittoniae Murrill (1943) - Pholiota broadwayi Murrill (1913) - Pholiota brunnea A.H. Sm. & Hesler (1968) - Pholiota brunneoatra Rick (1930) - Pholiota brunneodisca (Peck) A.H. Sm. & Hesler (1968) - Pholiota brunnescens A.H. Sm. & Hesler (1968) - Pholiota bryophila Murrill - Pholiota burkei A.H. Sm. & Hesler (1968) - Pholiota caespitosa A.H. Sm. & Hesler (1968) - Pholiota calendulina Singer (1952) - Pholiota californica (Earle) A.H. Sm. & Hesler (1968) - Pholiota calvinii A.H. Sm. & Hesler (1968) - Pholiota canescens A.H. Sm. & Hesler (1968) - Pholiota capocystidia J. Bao Wang (1992) - Pholiota carbonaria A.H. Sm. (1944) - Pholiota carneola Rick (1930) - Pholiota castanea A.H. Sm. & Hesler (1968) - Pholiota catervaria (Lév.) Manjula (1983) - Pholiota cerasina Peck - Pholiota cerifera (P. Karst.) P. Karsten 1879 - Europe - Pholiota chacoensis Speg. (1926) - Pholiota chromocystis A.H. Sm. & Hesler (1968) - Pholiota chrysmoides Soop (2001) - Pholiota chrysocystidiata Singer (1986) - Pholiota cinchonensis Murrill (1913) - Pholiota cincta (Cleland) Grgur. (1997) - Pholiota citrinofolia Métrod (1962) - Pholiota coloradensis A.H. Sm. & Hesler (1968) - Pholiota communis (Cleland & Cheel) Grgur. (1997) - Pholiota comosa Schulzer - Pholiota condensa (Peck) A.H. Sm. & Hesler (1968) - Pholiota confoederans (Britzelm.) Sacc. (1887) - Pholiota congesta (Kalchbr.) Sacc. (1887) - Pholiota conica A.H. Sm. & Hesler (1968) - Pholiota conissans (Fr.) M.M. Moser (1986) ex Kuyper & Tjallingii-Beukers 1967 - Pholiote poudreuse - Europe - Pholiota connata A.H. Sm. & Hesler (1968) - Pholiota contorta A.H. Sm. & Hesler (1968) - Pholiota cookei (Fr.) Sacc. (1887), (= Pholiota gummosa) - Pholiota corticola (Murrill) A.H. Sm. & Hesler (1968) - Pholiota cortinata (DC.) Singer (1989) - Pholiota crassipedes A.H. Sm. & Hesler (1968) - Pholiota crassivela Speg. - Pholiota cruentata (Cooke & W.G. Sm.) Sacc. (1887) - Pholiota cubensis Earle (1906) - Pholiota curcuma (Berk. & M.A. Curtis) A.H. Sm. & Hesler (1968) - Pholiota curvipes (Pers.) Quél. 1872 - Pholiote à pied courbé - Europe - Pholiota cyathicola (Murrill) A.H. Sm. & Hesler (1968) - Pholiota cystidiata Natarajan & C. Ravindran (2003) - Pholiota dactyliota Berk. & Mont. - Pholiota dasypepla (Berk.) Cooke - Pholiota davidsonii A.H. Sm. & Hesler (1968) - Pholiota deceptiva A.H. Sm. & Hesler (1968) - Pholiota decorata (Murrill) A.H. Sm. & Hesler (1968) - Pholiota decurrens Velen. (1921) - Pholiota decussata (Fr.) M.M. Moser (1967) - Pholiota depauperata (Singer & A.H. Sm.) A.H. Sm. & Hesler (1968) - Pholiota detersibilis Peck - Pholiota dinghuensis Z.S. Bi (1985) - Pholiota discolor Peck (1873) - Pholiota disrupta (Cooke & Massee) McAlpine (1895) - Pholiota djakovensis Schulzer - Pholiota drummondii (Berk.) Pegler (1965) - Pholiota duroides Peck (1909) - Pholiota ealeansis Beeli (1928) - Pholiota edulis Henn. - Pholiota effusa (Kalchbr.) Sacc. (1887) - Pholiota elegans Jacobsson (1991) - Flammule élégante - Europe - Pholiota elongatipes (Peck) A.H. Sm. & Hesler (1968) - Pholiota engleriana Henn. - Pholiota eriogena (Fr.) Sacc. (1887) - Pholiota eucalyptorum (Cleland) Singer (1952) - Pholiota examinans Beck.{?} - Pholiota exsequens (Britzelm.) Sacc. (1887) - Pholiota fallax Velen. (1921) - Pholiota ferruginea A.H. Sm. & Hesler (1968) - Pholiota ferrugineolutescens A.H. Sm. & Hesler (1968) - Pholiota fibrillosipes (Murrill) A.H. Sm. & Hesler (1968) - Pholiota filamentosa (Schaeff.) Fr. (1874) - Pholiota flammans (Batsch) P. Kumm. (1871) - Pholiote incandescente - Europe - Pholiota flammuloides M.M. Moser (1986) - Pholiota flavescens A.H. Sm. & Hesler (1968) - Pholiota flavida (Schaeff.) Singer (1951) - Pholiota flavopallida A.H. Sm. & Hesler (1968) - Pholiota floridana Murrill (1943) - Pholiota foedata (Peck) A.H. Sm. & Hesler (1968) - Pholiota foetans Bat. & A.F. Vital (1955) - Pholiota formosa Speg. (1926) - Pholiota fragilissima Rick (1926) - Pholiota freindlingiae (Singer) Singer (1951) - Pholiota frowardii (Speg.) E. Horak (1967) - Pholiota frusticola (Berk.) Pegler (1965) - Pholiota fulvella (Peck) A.H. Sm. & Hesler (1968) - Pholiota fulviconica (Murrill) A.H. Sm. & Hesler (1968) - Pholiota fulvodisca A.H. Sm. & Hesler (1968) - Pholiota fulvosquamosa Peck - Pholiota fulvozonata A.H. Sm. & Hesler (1968) - Pholiota furcata Overh. (1924) - Pholiota fusa (Batsch) Singer (1951) - Pholiota galapagensis Pegler (1981) - Pholiota galerinoides A.H. Sm. & Hesler (1968) - Pholiota gayi (Roum.) Sacc. (1887) - Pholiota gibberosa Ces. - Pholiota gibberosa Fr. - Pholiota gigantea Naveau (1923) - Pholiota glaziovii Berk. - Pholiota glutinigera Singer (1960) - Pholiota glutinosa (Massee) E. Horak (1971) - Pholiota glutinosa var. glutinosa (Massee) E. Horak (1971) - Pholiota glutinosa var. squamopes A. Kawam. (1954) - Pholiota glutinosipes Singer (1961) - Pholiota gollani Henn. - Pholiota goossensiae Beeli (1928) - Pholiota graminum Cleland (1933) - Pholiota graminis(Quélet) Singer 1951 - Pholiote des graminées - Europe - Pholiota granulosa (Peck) A.H. Sm. & Hesler (1968) - Pholiota granulosoverrucosa Henn. - Pholiota graveolens (Peck) A.H. Sm. & Hesler (1968) - Pholiota gregaria (Wettst.) Sacc. (1891) - Pholiota gregariiformis (Murrill) A.H. Sm. & Hesler (1968) - Pholiota gruberi A.H. Sm. & Hesler (1968) - Pholiota gummosa (Lasch) Singer (1951) - Pholiote gommeuse - Europe - Pholiota gymnopiloides Raithelh. (1974) - Pholiota harenosa A.H. Sm. & Hesler (1968) - Pholiota heliocaes (Berk. & Broome) Singer (1955) - Pholiota henningsii (Bres.) P.D. Orton (1960) - Pholiote de Hennings - Europe - Pholiota hepatica Massee - Pholiota heteroclita sensu Cooke, (= * Pholiota populnea) - Pholiota heteroclita (Fr.) Quél. (1872) - Pholiota hiemalis A.H. Sm. & Hesler (1968) - Pholiota highlandensis (Peck) A.H. Sm. & Hesler (1968) Smith 1990 - Flammule des charbonnières - Europe - Pholiota hormophora Mont. - Pholiota humicola (Quél.) Sacc. - Pholiota humidicola (Murrill) A.H. Sm. & Hesler (1968) - Pholiota humii A.H. Sm. & Hesler (1968) - Pholiota hymaeneicola Beeli (1928) - Pholiota hypholomoides (Murrill) A.H. Sm. & Hesler (1968) - Pholiota imperfecta Cleland (1933) - Pholiota imperialis Speg. (1889) - Pholiota impudica Speg. (1889) - Pholiota indecens Peck - Pholiota indica Massee - Pholiota innocua A.H. Sm. & Hesler (1968) - Pholiota inopus (Fr.) P. Kumm. (1871) - Pholiota intermedia Singer (1929) - Pholiota intermedia A.H. Sm. (1934) - Pholiota intermedia J.E. Lange (1938) - Pholiota irazuensis Singer (1989) - Pholiota iterata A.H. Sm. & Hesler (1968) - Pholiota jahniiTjalingii-Beukers & Bas (1986) - Pholiote de Jahn - Europe - Pholiota jalapensis (Murrill) A.H. Sm. & Hesler (1968) - Pholiota janseana Henn. & E. Nyman - Pholiota johnsoniana (Peck) G.F. Atk. - Pholiota kalmicola (Murrill) A.H. Sm. & Hesler (1968) - Pholiota kauffmaniana A.H. Sm. (1944) - Pholiota kodiakensis A.H. Sm. & Hesler (1968) - Pholiota kolaensis P. Karst. (1876) - Pholiota kubickae Singer & Clémençon (1971) - Pholiota kummeriana Henn. - Pholiota lactea A.H. Sm. & Hesler (1968) - Pholiota lampas Kalchbr. (1867) - Pholiota lanaripes Rick (1961) - Pholiota langei Singer (1945) - Pholiota lapponica (Fr.) Singer (1951) - Pholiota lenta (Pers.) Singer (1951) Flammule glutineuse, Pholiote gluante - Europe - Pholiota leptopoda Speg. (1889) - Pholiota leptura Kalchbr. (1867) - Pholiota lignicola(Peck) Jacobsson 1989 - Pholiote printanière - Europe - Pholiota lilacifolia (Batsch) P. Kumm. (1871) - Pholiota limonella (Peck) Sacc. (1887) - Europe - Pholiota livistonae S. Ito & S. Imai (1940) - Pholiota lubrica (Pers.) Singer (1951) - Pholiota lubrica var. lubrica (Pers.) Singer (1951) Flammule lubrique - Europe - Pholiota lubrica var. luteifolia A.H. Sm. & Hesler (1968) - Pholiota lucifera (Lasch) Quél. (1872) - Europe - Pholiota lundbergii Jacobsson (1997) - Pholiota lupina (Fr.) M.M. Moser (1953) - Pholiota lurida A.H. Sm. & Hesler (1968) - Pholiota lutaria (Maire) Kuyper & Tjall.-Beuk. (1986) - Pholiota lutea Peck (1898) - Pholiota luteifolia Peck - Pholiota luteobadia A.H. Sm. & Hesler (1968) - Pholiota luteofolius Peck - Pholiota luteola A.H. Sm. & Hesler (1968) - Pholiota lutescens A.H. Sm. & Hesler (1968) - Pholiota lutescens var. lutescens A.H. Sm. & Hesler (1968) - Pholiota lutescens var. robusta A.H. Sm. & Hesler (1968) - Pholiota luxurians (Fr.) Sacc. (1887) - Pholiota maackiae Singer (1946) - Pholiota macmurphyi Murrill | - Pholiota macrocystis A.H. Sm. & Hesler (1968) - Pholiota magna Sacc. (1887) - Pholiota magnivelata Dearn. ex Morse (1941) - Pholiota mahabaleshwarensis Sathe & S.D. Deshp. (1980) - Pholiota majalis Singer (1969) - Pholiota malicola (Kauffman) A.H. Sm. (1934) - Pholiota maminillata Velen. (1921) - Pholiota marginella Peck (1897) - Pholiota marthae Singer (1969) - Pholiota martinicensis Pat. (1903) - Pholiota maximovici Velen. (1921) - Pholiota megalosperma Singer (1953) - Pholiota melaphila Raithelh. (1974) - Pholiota mellea P. Karst. - Pholiota melliodora A.H. Sm. & Hesler (1968) - Pholiota metallica Donoso (1981) - Pholiota microcarpa Singer (1969) - Pholiota micromeres Berk. & Broome - Pholiota microspora Berk. - Pholiota milleri A.H. Sm. & Hesler (1968) - Pholiota minima Peck - Pholiota minutula A.H. Sm. & Hesler (1968) - Pholiota mixta (Fries) Moser ex Kuyper & Tjallingii-Beukers (1986) - Europe - Pholiota molesta A.H. Sm. & Hesler (1968) - Pholiota mollicorium (Cooke & Massee) Sacc. (1891) - Pholiota mollicula Banning & Peck - Pholiota montana Singer (1965) - Pholiota montevideensis Speg. (1926) - Pholiota mucigera Holec & Niemelä (2000) - Pholiota mucosa Velen. (1921) - Pholiota multicingulata E. Horak (1983) - Pholiota multifolia (Peck) A.H. Sm. & Hesler (1968) - Pholiota muricella (Fr.) Bon (1985) - Europe - Pholiota murrillii A.H. Sm. & Hesler (1968) - Pholiota musae (Earle) Sacc. & Traverso (1911) - Pholiota muscigena Quél. (1885) - Pholiota mustelina (Fr.) Quél. (1872) - Pholiota mutans A.H. Sm. & Hesler (1968) - Pholiota mycenoides (Fr.) Quél. (1872) - Pholiota myosotis var. myosotis (Fr.) Singer (1951) - Pholiota myxacioides Singer (1969) - Pholiota nameko (T. Itô) S. Ito & S. Imai (1933) - Pholiota nana E. Horak (1962) - Pholiota natalis Singer - Pholiota naucorioides Singer (1955) - Pholiota nigripes A.H. Sm. & Hesler (1968) - Pholiota njalaensis Beeli (1938) - Pholiota novembris Singer (1969) - Pholiota nymaniana (Henn.) Sacc. & P. Syd. (1902) - Pholiota obscura A.H. Sm. & Hesler (1968) - Pholiota occidentalis A.H. Sm. & Hesler (1968) - Pholiota occidentalis var. luteifolia A.H. Sm. & Hesler (1968) - Pholiota occidentalis var. occidentalis A.H. Sm. & Hesler (1968) - Pholiota ochrochlora (Fr.) P.D. Orton (1960) - Pholiota ochroflavida (Malençon) Bon (1976) - Pholiota ochropallida (Romagn.) M.M. Moser (1967) - Pholiota ochropallida Bon (1986) - Pholiota ochrospora Raithelh. (1974) - Pholiota odoratissima A. Blytt - Pholiota olivacea (Maire & Malençon) Bon (1976) - Pholiota olivaceocoriacea Rick (1930) - Pholiota olivaceodisca A.H. Sm. & Hesler (1968) - Pholiota olivaceophylla A.H. Sm. & Hesler (1968) - Pholiota olympiana (A.H. Sm.) A.H. Sm. & Hesler (1968) - Pholiota oregonensis (Murrill) Murrill (1912) - Pholiota orinocensis Pat. & Gaillard (1888) - Pholiota ornatula (Murrill) A.H. Sm. & Hesler (1968) - Pholiota pallida A.H. Sm. & Hesler (1968) - Pholiota paludosella (G.F. Atk.) A.H. Sm. & Hesler (1968) - Pholiota pampeanus Speg. - Pholiota paradoxa Naveau (1923) - Pholiota parva A. Pearson (1950) - Pholiota parvula W.F. Chiu (1968) - Pholiota pattersoniae (Murrill) Redhead (1984) - Pholiota paulensis Henn. - Pholiota paxillus (Fr.) Gillet (1874) - Pholiota peleae E. Horak & Desjardin (1996) - Pholiota penningtoniana A.H. Sm. & Hesler (1968) - Pholiota perniciosa A.H. Sm. & Hesler (1968) - Pholiota phalerata (Fr.) Quél. (1872) - Pholiota phlebophora Pat. - Pholiota phlegmatica (Berk.) Manjula (1983) - Pholiota phoenicus Sacc. - Pholiota phragmatophylla De Guern. - Pholiota phylicigena (Berk.) Sacc. (1887) - Pholiota piceina (Murrill) A.H. Sm. & Hesler (1968) - Pholiota pinicola Jacobsson (1986) - Flammule des pins - Europe - Pholiota pityrodes (F. Brig.) Holec (2001) - Pholiota platensis Speg. (1899) - Pholiota platyphylla Kauffman (1921) - Pholiota polychroa (Berk.) A.H. Sm. & H.J. Brodie - Pholiota populicola A.H. Sm. & Hesler (1968) - Pholiota populnea (Pers.) Kuyper & Tjall.-Beuk. (1986) - Pholiota potanini Kalchbr. - Pholiota praecavenda (Britzelm.) Sacc. (1887) - Pholiota praecellens Kalchbr. - Pholiota privigna (Speg.) Singer (1961) - Pholiota prolixa A.H. Sm. & Hesler (1968) - Pholiota prominens (Kalchbr.) Sacc. (1887) - Pholiota propinquata (Britzelm.) Sacc. - Pholiota proximans A.H. Sm. & Hesler (1968) - Pholiota psathyrelloides Singer (1969) - Pholiota pseudoblattaria Speg. (1898) - Pholiota pseudoerebia A. Pearson (1950) - Pholiota pseudofascicularis Speg. (1898) - Pholiota pseudoflavidaM. Bon & P. Roux (2003) - Pholiote jaune - Europe - Pholiota pseudograveolens A.H. Sm. & Hesler (1968) - Pholiota pseudohypholoma Velen. (1921) - Pholiota pseudolimulata A.H. Sm. & Hesler (1968) - Pholiota pseudomarginata Hruby (1930) - Pholiota pseudopulchella A.H. Sm. & Hesler (1968) - Pholiota pseudosiparia A.H. Sm. & Hesler (1968) - Pholiota pudica (Bull.) Gillet (1874) - Pholiota puiggarii Speg. (1889) - Pholiota pulchella A.H. Sm. & Hesler (1968) - Pholiota punctata (Cleland) Grgur. (1997) - Pholiota punicea A.H. Sm. & Hesler (1968) - Pholiota pusilla Rick (1919) - Pholiota radicellata Gillet (1871) - Pholiota recedens (Cooke & Massee) Sacc. (1891) - Pholiota reflexa Fr. - Pholiota reflexa Schaeff. - Pholiota retiphylla G.F. Atk. (1918) - Pholiota rigelliae Velen. (1921) - Pholiota rigidipes Peck - Pholiota rivulosa A.H. Sm. & Hesler (1968) - Pholiota romagnesiana A.H. Sm. & Hesler (1968) - Pholiota rosea Rick (1919) - Pholiota rostrata Velen. (1921) - Pholiota rubecula Bonn.{?} & Peck - Pholiota rubra Bi & Loh (1985) - Pholiota rubronigra A.H. Sm. & Hesler (1968) - Pholiota rudis Rick (1961) - Pholiota rufidula (Kalchbr.) Sacc. (1887) - Pholiota rufodisca A.H. Sm. & Hesler (1968) - Pholiota rufofulva Cleland (1927) - Pholiota rufopunctata Pat. & Gaillard (1888) - Pholiota sabulosa Peck (1896) - Pholiota salicicola (Fr.) Arnolds (1982) - Flammule des saules - Europe - Pholiota salicina Velen. (1921) - Pholiota sanguineomaculans Höhn. - Pholiota scabella Zeller (1933) - Pholiota scamba (Fr.) Moser ex Kuyper & Tjallingii- Beukers (1986) Pholiote soyeuse - Europe - Pholiota scamboides A.H. Sm. & Hesler (1968) - Pholiota schraderi (Peck) Overh. (1924) - Pholiota scobifera (Berk. & M.A. Curtis) Pat. (1903) - Pholiota scorpioides (Fr.) M.M. Moser (1953) - Pholiota secretanii Fr. - Pholiota semi-imbricata (Singer) Singer (1951) - Pholiota septembris Singer (1969) - Pholiota septentrionalis A.H. Sm. (1935) - Pholiota sequoiae A.H. Sm. & Hesler (1968) - Pholiota serotina A.H. Sm. & Hesler (1968) - Pholiota serrulata Cleland (1933) - Pholiota sienna (Kauffman) A.H. Sm. & Hesler (1968) - Pholiota siennaecolor (Petch) Pegler (1986) - Pholiota silvatica (A.H. Sm.) A.H. Sm. & Hesler (1968) - Pholiota simulans A.H. Sm. & Hesler (1968) - Pholiota sipei A.H. Sm. & Hesler (1968) - Pholiota socotrana Henn. - Pholiota sola A.H. Sm. & Hesler (1968) - Pholiota sororia P. Karst. (1892) - Pholiota speciosa Clem. - Pholiota sphaerospora Beeli (1928) - Pholiota sphagnicola (Peck) A.H. Sm. & Hesler (1968) - Pholiota sphagnophila (Peck) A.H. Sm. & Hesler (1968) - Pholiota sphaleromorpha (Bull.) Quél. (1874) - Pholiota spinulifera (Murrill) Singer (1973) - Pholiota spumosa (Fr.) Singer (1948) - Flammule baveuse - Europe - Pholiota squalida (Peck) A.H. Sm. & Hesler (1968) - Pholiota squarrosa (Müll. : Fr.) Kummer 1871 - Pholiote écailleuse - Europe - Pholiota squarrosipes Cleland (1933) - Pholiota squarrosoadiposa J.E. Lange (1940) - Pholiota squarrosoides (Peck) Sacc. (1887) - Europe - Pholiota stefaninii Bacc. - Pholiota stratosa A.H. Sm. & Hesler (1968) - Pholiota striatula A.H. Sm. & Hesler (1968) - Pholiota stropharioides Rick (1930) - Pholiota stropharioides var. major Rick (1961) - Pholiota stropharioides var. stropharioides Rick (1930) - Pholiota subamara A.H. Sm. & Hesler (1968) - Pholiota subangularis A.H. Sm. & Hesler (1968) - Pholiota subochracea (A.H. Sm.) A.H. Sm. & Hesler (1968) - Pholiote hypholomoïde - Europe - Pholiota subcaerulea A.H. Sm. & Hesler (1968) - Pholiota subcarbonaria (Murrill) A.H. Sm. & Hesler (1968) - Pholiota subcastanea A.H. Sm. & Hesler (1968) - Pholiota subconica G.H. Otth - Pholiota subdefossa A.H. Sm. & Hesler (1968) - Pholiota subechinata A.H. Sm. & Hesler (1968) - Pholiota suberebia (Britzelm.) Sacc. & Traverso (1911) - Pholiota suberis Maire (1928) - Pholiota subflammans Speg. - Pholiota subflavida (Murrill) A.H. Sm. & Hesler (1968) - Pholiota subfulva (Peck) A.H. Sm. & Hesler (1968) - Pholiota subgelatinosa A.H. Sm. & Hesler (1968) - Pholiota sublubrica A.H. Sm. & Hesler (1968) - Pholiota sublutea (Vahl) P. Karst. (1887) - Pholiota subminor A.H. Sm. & Hesler (1968) - Pholiota submutabilis Henn. - Pholiota subnigra Murrill - Pholiota subochracea (A.H. Sm.) A.H. Sm. & Hesler (1968) - Pholiota subpapillata A.H. Sm. & Hesler (1968) - Pholiota subpumila Cleland (1927) - Pholiota subsaponacea A.H. Sm. & Hesler (1968) - Pholiota subsquarrosa (Fr.) Quél. (1887) - Pholiota subsulphurea A.H. Sm. & Hesler (1968) - Pholiota subtestacea (Murrill) A.H. Sm. & Hesler (1968) - Pholiota subtogularis Cleland (1933) - Pholiota subvelutina A.H. Sm. & Hesler (1968) - Pholiota subvelutipes A.H. Sm. & Hesler (1968) - Pholiota sulphurea Beeli - Pholiota sulphurea Velen. (1921) - Pholiota sylva Natarajan & C. Ravindran (2003) - Pholiota tabacinirugosa S. Ito & S. Imai (1940) - Pholiota tahquamenonensis A.H. Sm. & Hesler (1968) - Pholiota talquensis Garrido (1988) - Pholiota temnophylla Peck - Pholiota tennesseensis A.H. Sm. & Hesler (1968) - Pholiota terrestris Overh. (1924) - Pholiota terrigena (Fr.) P. Karst. (1879) - Pholiota tersa Fr. - Pholiota testacea Rick (1938) - Pholiota tetonensis A.H. Sm. & Hesler (1968) - Pholiota tilopus (Kalchbr. & MacOwan) D.A. Reid (1975) - Pholiota tottenii (Murrill) A.H. Sm. & Hesler (1968) - Pholiota trailii (Berk. & Cooke) anon. - Pholiota trichocephala Trog - Pholiota trinitensis Dennis (1970) - Pholiota trullisata A.H. Sm. & Hesler (1968) - Pholiota truncata Natarajan & Raman (1983) - Pholiota tuberculosa (Schaeff.) P. Kumm. (1871) - Pholiote à pied arqué - Europe - Pholiota uguelensis Henn. - Pholiota umbilicata A.H. Sm. & Hesler (1968) - Pholiota variabilispora A.H. Sm. & Hesler (1968) - Pholiota variicystis G. Moreno & E. Valenz. (1994) - Pholiota varzeae Singer (1989) - Pholiota velaglutinosa A.H. Sm. & Hesler (1968) - Pholiota velata (Peck) A.H. Sm. & Hesler (1968) - Pholiota ventricosa Earle - Pholiota veris A.H. Sm. & Hesler (1968) - Pholiota vermiflua (Peck) Sacc. (1887) - Pholiota vermiflua var. perfecta Rick (1938) - Pholiota verna A.H. Sm. & Hesler (1968) - Pholiota verrucosa Henn. - Pholiota verruculosa Fr. - Pholiota vialis (Murrill) A.H. Sm. & Hesler (1968) - Pholiota villosa Fr. - Pholiota vinaceobrunnea A.H. Sm. & Hesler (1968) - Pholiota violacea Voglino (1896) - Pholiota violacea Beeli (1928) - Pholiota virescentifolia A.H. Sm. & Hesler (1968) - Pholiota virgata A.H. Sm. & Hesler (1968) - Pholiota washingtonensis Murrill - Pholiota zenkeri Henn. |

## Culture des pholiotes
La pholiote, et en particulier la pholiote du peuplier peuvent se cultiver à domicile, en disposant des spores sur un tronc en décomposition ou bien en utilisant un kit prêt à pousser.